# Малая Сосновка (Челябинская область)
Ма́лая Сосно́вка — посёлок в Сосновском районе Челябинской области. Входит в состав Саргазинского сельского поселения. В посёлке находится остановочный пункт Сосновка Южно-Уральской железной дороги.

## География
Рядом с Малой Сосновкой расположены деревня Таловка и посёлок Сосновка.

## История
В 1968 г. населённому пункту при станции искусственного осеменения сельскохозяйственных животных присвоено наименование: посёлок Малая Сосновка.

## Население
| 2002 | 2010 |
| ---- | ---- |
| 289  | ↘198 |

По данным Всероссийской переписи, в 2010 году численность населения посёлка составляла 198 человек (93 мужчины и 105 женщин).

## Улицы
Уличная сеть посёлка состоит из 8 улиц.